# HŽ 6111 sorozat

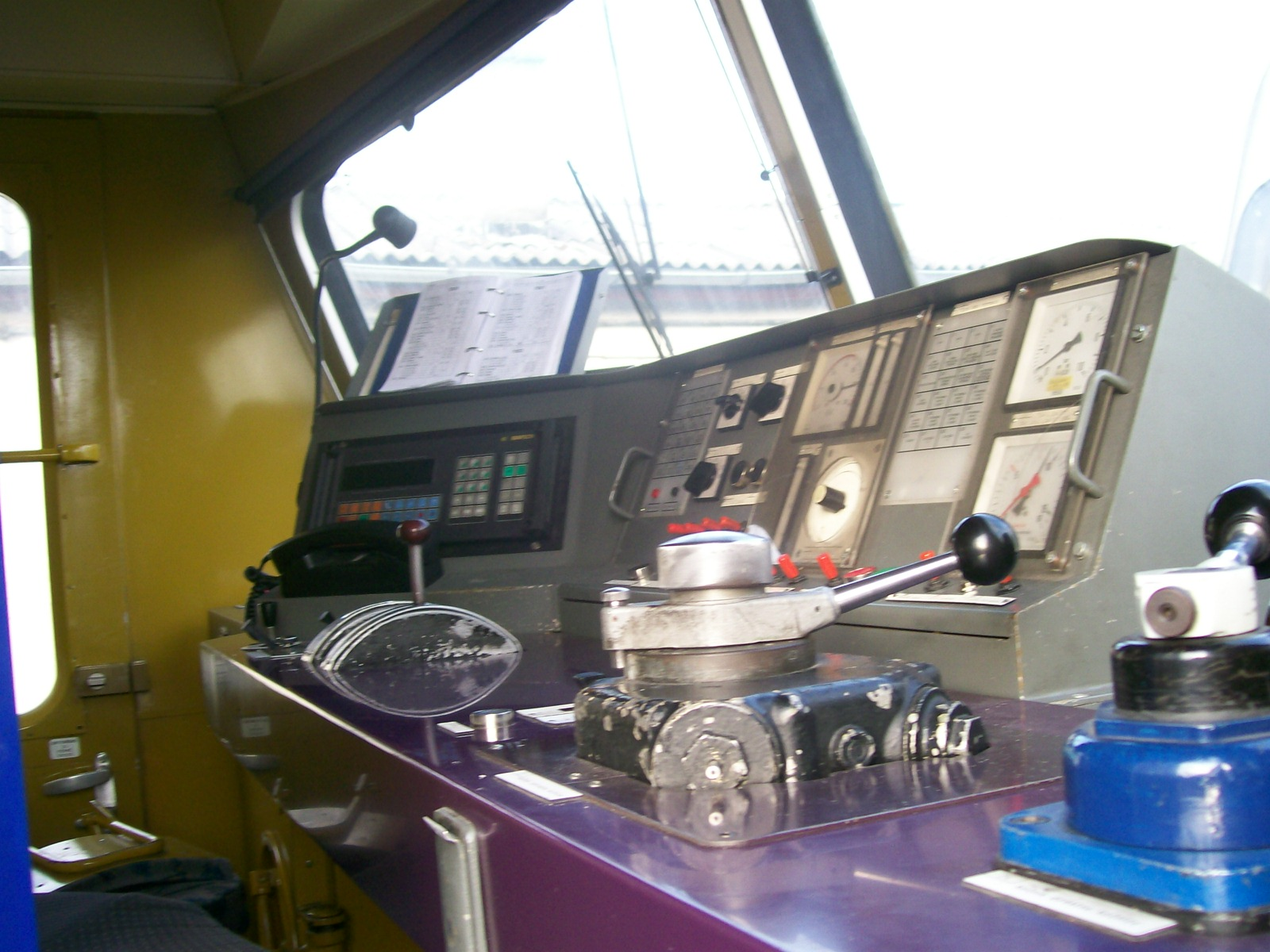
A HŽ 6111 vezetőállása

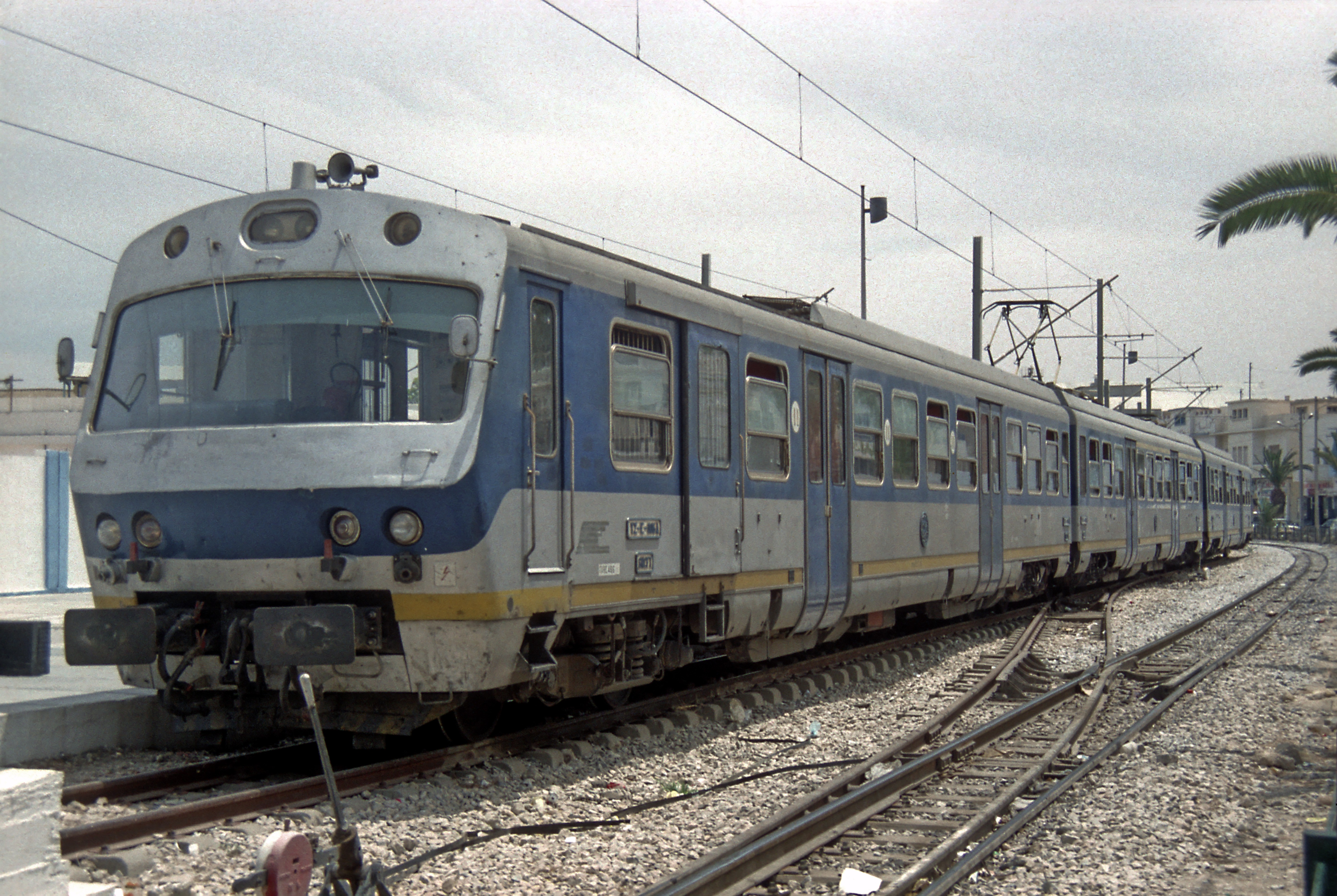
SNCFT YZ-E Tunéziában

A HŽ 6111 sorozat egy horvát 25 kV 50 Hz AC áramrendszerű villamosmotorvonat-sorozat. Magyarországon készült a Ganz gyárban, 1977-ben. Összesen 54 darab készült belőle. Keskeny nyomtávú változatából 6 darab készült, ezeket Tunézia részére szállította a vállalat 1984-ben.

## Műszaki jellemzésük
A motorvonatok 3 kocsiból állnak, amiből akár 3 motorvonat is összekapcsolható egy 9 részes szerelvénnyé. Az első és utolsó kocsi vezetőállásos mellékkocsi, a középső egység a villamos motorkocsi. A motorkocsi mind a négy tengelye hajtott.
A Hrvatske željeznice 34 motorvonatot a elővárosi forgalomban, 16 darabot pedig nagy távolságú InterCity szállításban használ.

## SNCFT YZ-E
A Ganz összesen hat db keskeny nyomtávú villamos motorvonatot szállított 1984-ben az SNCFT részére Tunéziába a Métro léger du Sahel és a Sousse-Monastir-Mahdia vonalakra.